# 청주 탑동 양관
청주 탑동 양관(淸州 塔洞 洋館)은 충청북도 청주시 상당구 탑동에 있는 건축물이다. 1983년 3월 30일 충청북도의 유형문화재 제133호로 지정되었다.

## 개요
선교사들이 주거용으로 이용하던 건물로 1904년에 땅을 사기 시작해서 각각 다른 시기에 6동의 건물을 지었다.
지하실은 주로 돌을 사용하여 외벽을 쌓았으며, 6동의 건물 중 한 건물의 주춧돌은 개신교 선교자들이 있던 청주감옥의 벽에서 가져다 사용하였다고 한다. 당시 우리나라에서 만들지 못했던 유리, 스팀보일러, 벽난로, 수세식 변기, 철물류와 같은 수입자재가 많이 사용된 건물이다.
한식과 양식을 혼합한 건물로서 지어진 연대에 따라 서로 다른 건축적 특징을 나타내며, 서양식 건물의 초기 특징을 잘 나타내고 있다.

## 참고 자료
- 청주 탑동 양관 - 국가유산청 국가유산포털